# Leucochloron minarum
Leucochloron minarum är en ärtväxtart som först beskrevs av Hermann August Theodor Harms, och fick sitt nu gällande namn av Rupert Charles Barneby och James Walter Grimes. Leucochloron minarum ingår i släktet Leucochloron och familjen ärtväxter. IUCN kategoriserar arten globalt som otillräckligt studerad. Inga underarter finns listade i Catalogue of Life.